# Goniophila excavata
Goniophila excavata är en fjärilsart som beskrevs av Swinhoe 1905. Goniophila excavata ingår i släktet Goniophila och familjen nattflyn. Inga underarter finns listade i Catalogue of Life.

## Bildgalleri

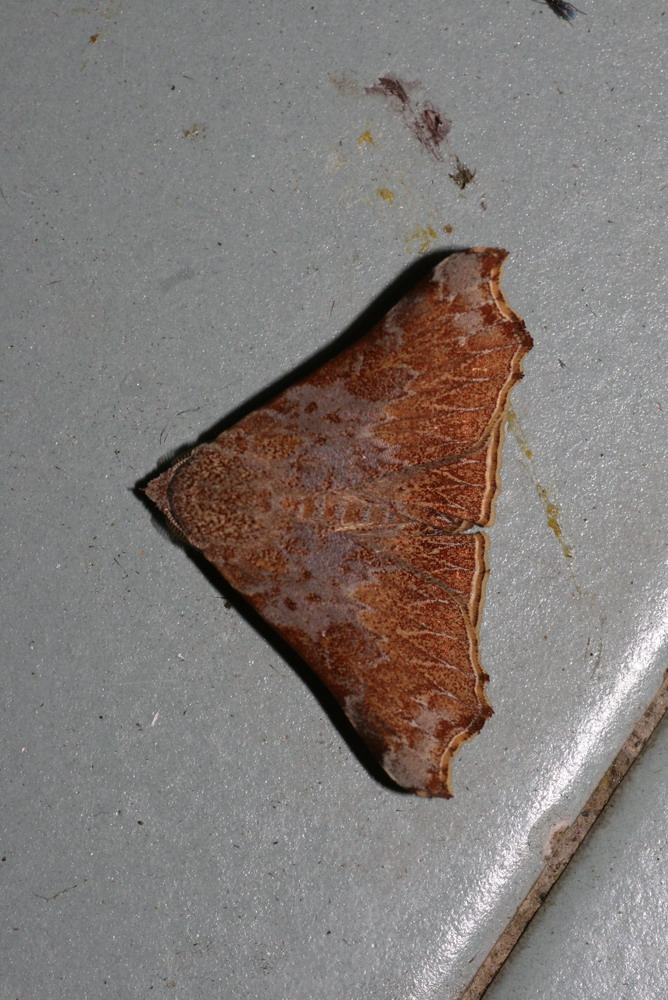